# Synagogue karaïte Anan Ben David
La synagogue karaïte ou kenessa Anan Ben David est la plus ancienne synagogue en activité de la vieille ville de Jérusalem. Sa construction est attribuée à Anan Ben David, l'un des plus grands chefs religieux juifs karaïtes du VIIIe siècle.

## Description

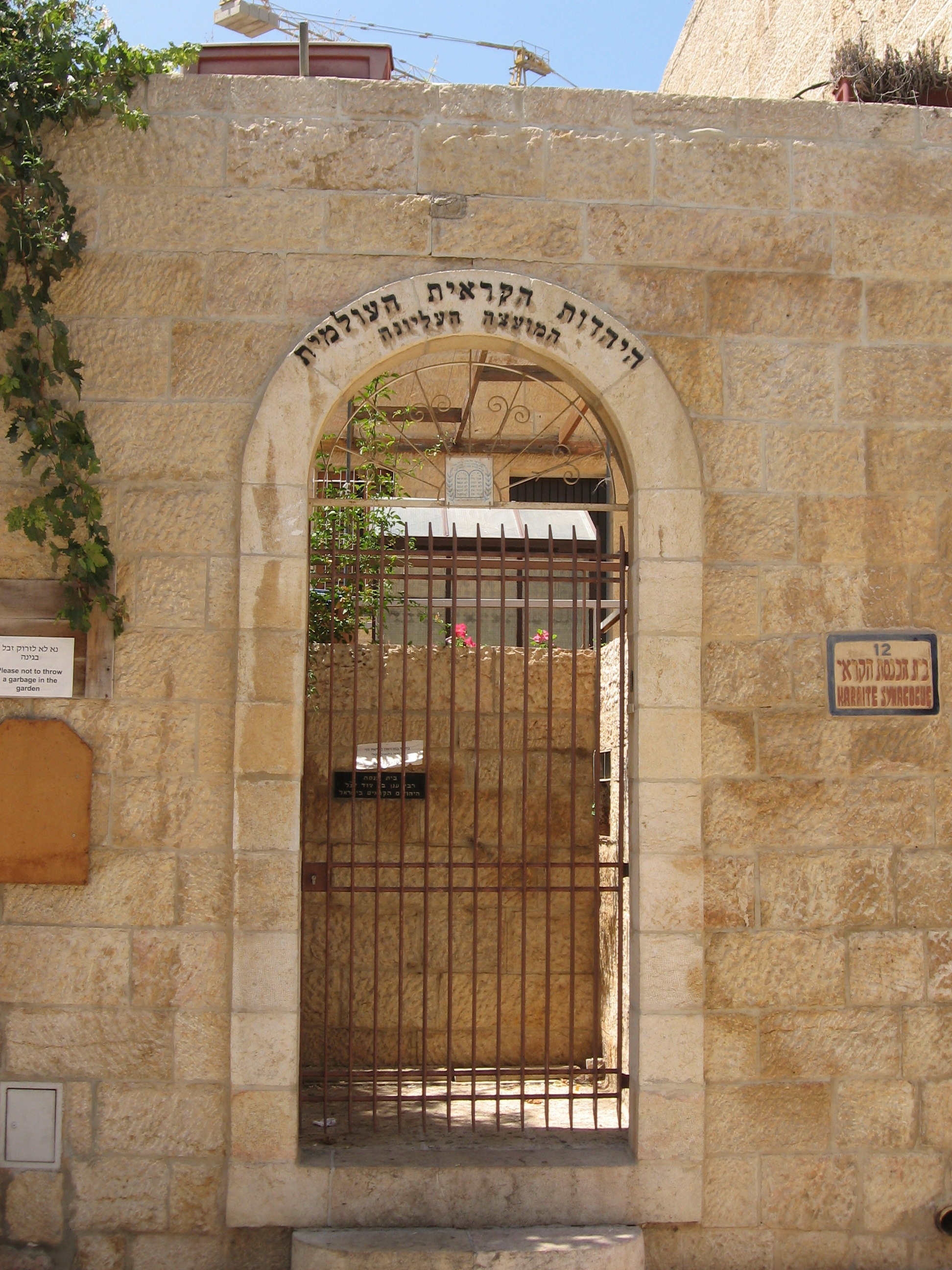
Entrée de la synagogue.

Construit dans la vieille ville de Jerusalem au VIIIe siècle, par Anan Ben David, chef religieux karaïte, la synagogue Anan Ben David a la particularité d'être souterraine. Elle suit en effet un plan d'ensemble en soubassement et on peut y descendre par des marches. Cette particularité est liée au psaume 130 : « Du fond de l’abîme je t’invoque, ô Éternel ! ». Elle est située dans la rue des karaïtes.
Pendant des siècles, elle fut entretenue par les juifs karaïtes du monde entier et était sous la protection de la communauté juive karaite d'Égypte. Détruite en 1948 lors des émeutes arabes à la suite de l'indépendance de la création d’Israël, elle fut complètement restaurée en 1979 avec l'aide du gouvernement israélien.